# STS-6
STS-6 (englisch Space Transportation System) ist eine Missionsbezeichnung für das US-amerikanische Space Shuttle Challenger (OV-99) der NASA. Der Start erfolgte am 4. April 1983. Es war die sechste Space-Shuttle-Mission und der Jungfernflug der Raumfähre Challenger.

## Mannschaft
- Paul Weitz (2. Raumflug), Kommandant
- Karol Bobko (1. Raumflug), Pilot
- Donald Peterson (1. Raumflug), Missionsspezialist
- Story Musgrave (1. Raumflug), Missionsspezialist

## Missionsüberblick

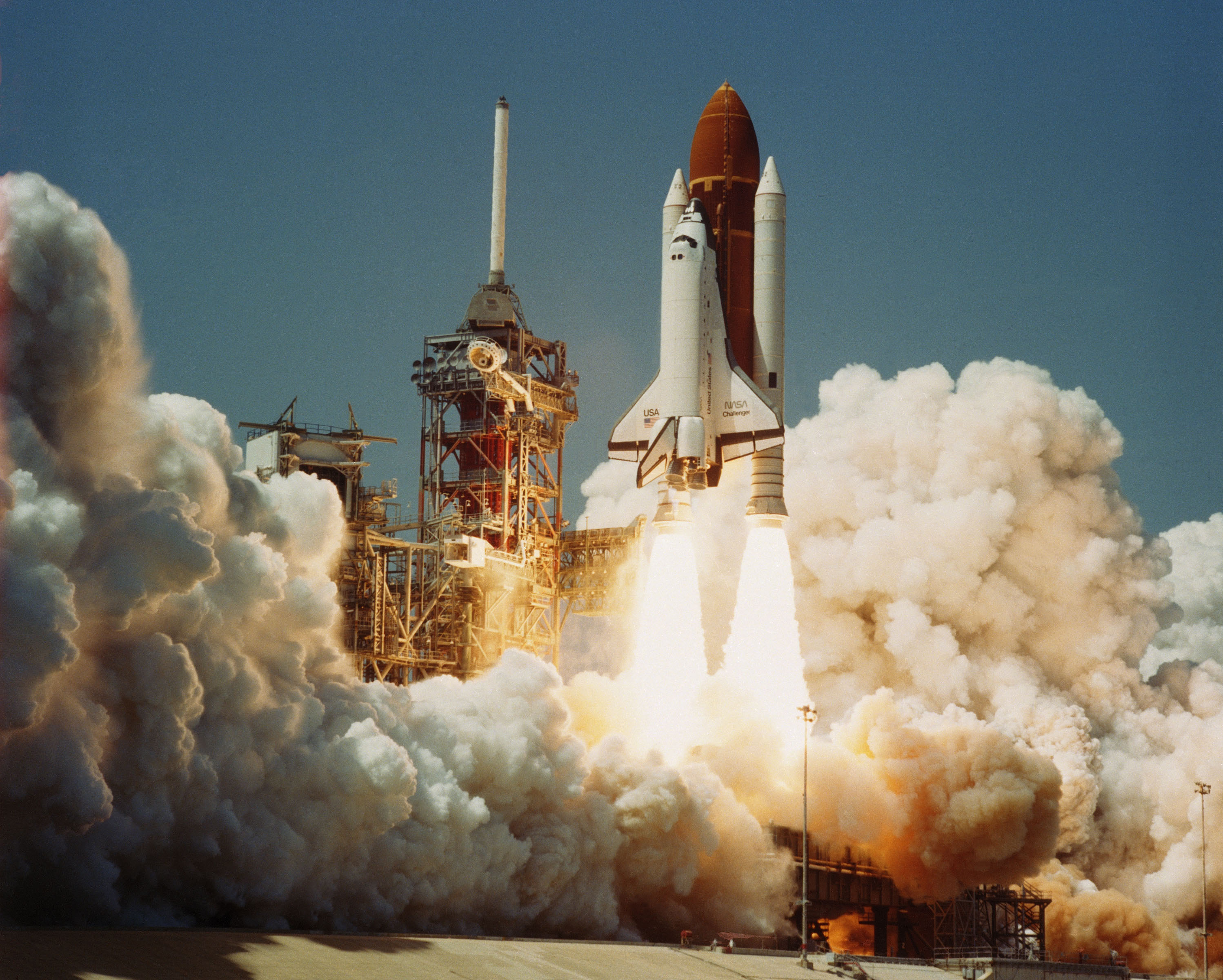
Start von STS-6 am 4. April 1983

Wie bei STS-5, dem ersten operationellen Space-Shuttle-Flug, waren neben Kommandant und Pilot zwei Missionsspezialisten an Bord. Die Ladung bestand aus dem Satelliten TDRS-1 (Tracking and Data Relay Satellite) und einigen Experimenten.
Der Start von STS-6 war ursprünglich für den 20. Januar 1983 geplant. Nach einem Wasserstoffleck, das bei einem Probelauf der drei Haupttriebwerke (SSME) im Dezember 1982 auftrat, begannen umfangreiche Wartungsarbeiten. Bei einer zweiten Testzündung fünf Wochen später wurden Risse in einem SSME entdeckt, das daraufhin ausgetauscht wurde. Eine weitere Verzögerung wurde dadurch verursacht, dass der TDRS-Satellit bei einem Sturm verunreinigt wurde.
Zehn Stunden nach dem Start am 4. April wurde TDRS-1 aus der Nutzlastbucht der Challenger ausgesetzt. Eine Fehlfunktion in der zweiten Stufe der IUS-Oberstufe (Inertial Upper Stage) des Satelliten führte zu einer wesentlich niedrigeren Umlaufbahn als geplant. Um seine endgültige Position im geostationären Orbit zu erreichen, musste TDRS seine Manövriertriebwerke über einen Zeitraum von zwei Minuten verwenden.
Der während STS-5 abgesagte Weltraumausstieg (EVA) der beiden Missionsspezialisten mit dem neuen Raumanzug wurde diesmal nachgeholt. Peterson und Musgrave waren insgesamt vier Stunden und zehn Minuten im All und führten die erste EVA von einem Space Shuttle aus durch. Außerdem war es der erste Ausstieg im US-Raumfahrtprogramm seit neun Jahren (Skylab 4).
Die wissenschaftlichen Experimente betrafen die Erderkundung, Materialforschung und Navigation. Getestet wurde eine Produktionseinheit, die Anlage CFES (Continuous Flow Electrophoresis System), die bereits auf STS-4 mitgeflogen war und zur Trennung von chemischen Substanzen, insbesondere von Medikamenten aus Stoffgemischen eingesetzt wurde. Mit ihr gelang die Stofftrennung 700-mal schneller als in herkömmlichen Anlagen auf der Erde, und die Endprodukte lagen in viermal größerer Reinheit vor. Außerdem wurden mit dem MLR-Experiment (Monodisperse Latex Reactor) ideal geformte Kunststoffkügelchen hergestellt, die als Medikamententräger in der Krebsforschung eingesetzt werden sollen.
Nach fünf Tagen und 24 Minuten im All landete Challenger sicher auf dem Runway 22 der Edwards Air Force Base in Kalifornien. Eine Woche später wurde der Orbiter zurück zum Kennedy Space Center nach Florida überführt.